# De Volksbank
O De Volksbank ("banco do povo") é um banco de varejo holandês que oferece produtos financeiros para empresas e indivíduos. Antes de uma reestruturação de 2017, era chamado SNS Bank, que continua sendo sua principal marca. Tornou-se uma subsidiária da SNS Reaal em 1997, quando a holding comprou a companhia de seguros Reaal. O banco e sua controladora foram resgatados pelo governo holandês em 2013 e pertencem ao Estado desde então. Em 2016, o SNS Bank foi o quarto maior banco da Holanda em termos de ativos totais.

## História
A história do banco remonta a 1817 quando o primeiro banco de poupança em neerlandês:  spaarbank (em neerlandês:  spaarbank) foi estabelecido como Nutsspaarbank. O movimento do banco de poupança fez parte de uma campanha para incentivar os cidadãos a economizar para o futuro. Os bancos de poupança usaram esses fundos para fornecer hipotecas a indivíduos que, de outra forma, não teriam a capacidade de comprar sua própria casa, como o movimento da sociedade de construção no Reino Unido. Durante os séculos XIX e XX, vários bancos de spa foram estabelecidos em toda a Holanda.
A segunda metade do século XX viu uma grande consolidação dos bancos de spa, resultando em dois grandes grupos, o SBS Bank e o VSB (Verenigde Spaarbank) (em inglês:  United Savings Bank), o último dos quais passou a fazer parte da Fortis. SNS Bank foi formado a partir de uma fusão de vários bancos de poupança na Holanda. SNS é uma abreviação de Samenwerkende Nederlandse Spaarbanken ("Bancos de Poupança Holandeses em Cooperação").
Em 1997, o SNS Group e a seguradora REAAL Group se fundiram na SNS REAAL. A holding controladora listada na bolsa de valores da Euronext em Amsterdã em 18 de maio de 2006.
Em 4 de dezembro de 2006, foi anunciado que o SNS Bank compraria o Regio Bank do ING Bank em um acordo de € 50M.
Em 1º de fevereiro de 2013, o banco e sua controladora foram nacionalizados pelo governo holandês para salvá-lo da inadimplência. Em 2017, o SNS e os outros bancos pertencentes ao SNS Bank NV foram incorporados ao De Volksbank, um banco único (com uma única permissão bancária) que continua operando sob várias marcas, incluindo SNS, ASN e Regio Bank.